# Rimario
Il rimario è un'opera lessicografica affine ai comuni dizionari, dai quali si distingue per la particolarità dell'ordine in cui sono esposti i lemmi.
In esso, infatti, le voci di dizionario sono esposte in base alla stringa che inizia con la vocale tonica e finisce con l'ultimo carattere della parola.

## Struttura
I rimari si dicono "chiusi" quando raccolgono le rime di una singola opera poetica o di un singolo autore. Si dicono aperti, invece, quando raccolgono le rime di un intero sistema linguistico.
Nei rimari moderni, le parole sono raggruppate in base alla terminazione: all'interno di ciascun gruppo la presentazione avviene secondo il tradizionale ordine alfabetico. Affini ai rimari sono i dizionari inversi, in cui il repertorio lessicale è elencato secondo l'ordine alfabetico ottenuto invertendo le stringhe di grafemi che costituiscono la parola.

## Utilizzo
Per la loro strutturazione, i rimari costituiscono da sempre un utilissimo "ferro del mestiere" per chi si dedichi alla composizione in rima ("poeti, parolieri, cantautori, pubblicitari, parodisti", o figure affini). Importanti sono alcuni esempi storici e celebri di rimari chiusi italiani, dedicati all'opera in versi di pochi e fondamentali autori, come Dante Alighieri, Francesco Petrarca e Ludovico Ariosto che, in passato, erano considerati ausili sufficienti alla versificazione in rima. Nel tempo, con l'evoluzione della lingua italiana, hanno acquisito una notevole importanza per ricerche in campo linguistico e filologico.
Di utilizzo affine, ma più limitato, e spesso più specialistico, sono i dizionari inversi.

## Esempi
- Uc Faidit, Donatz proensals ("Donato provenzale"), 1243 ca., un'imitazione occitana del grammatico latino Elio Donato: rimario e dizionario latino–occitano dedicato agli italiani.
- Fulvio Pellegrino Morato, Rimario di tutte le cadentie di Dante e Petrarca, 1528.
- Benedetto Di Falco, Rimario: il primo in italiano non limitato a un solo autore
- Girolamo Ruscelli, Rimario, XVI secolo.
- Tommaso Stigliani, Arte del verso italiano, Roma, Del Verme, 1658.